# Volturino
Volturino község (comune) Olaszország Puglia régiójában, Foggia megyében.

## Fekvése
Lucera városától nyugatra, a Tavoliere delle Puglie nyugati határán, a Lukániai-Appenninek lábainál fekszik.

## Története
Volturino eredete a 13. századig nyúlik vissza, ekkor még a szomszédos Montercorvinóhoz tartozó közösség volt. 

## Népessége
A lakosság számának alakulása:

## Főbb látnivalói
- Santa Maria Assunta in Cielo-templom